# Alopecosa cursor cursorioides
Alopecosa cursor là một phân loài nhện trong họ Lycosidae.
Loài này thuộc chi Alopecosa. Alopecosa cursor cursorioides được Charitonov miêu tả năm 1969.